# NGC 1660
NGC 1660 este o galaxie spirală situată în constelația Dalta. A fost descoperită în 1 decembrie 1837 de către John Herschel.